# Gwiezdne wojny: Parszywa zgraja
Gwiezdne wojny: Parszywa zgraja (oryg. Star Wars: The Bad Batch) – amerykański serial animowany, osadzony w świecie Gwiezdnych wojen, stworzony przez Dave’a Filoniego. Jest kontynuacją oraz spin-offem serii Gwiezdne wojny: Wojny klonów z 2008. Serial był produkowany przez Lucasfilm Animation, za scenariusz odpowiadała Jennifer Corbett, a Brad Rau był reżyserem nadzorującym.
Pierwszy sezon zadebiutował na platformie Disney+ 4 maja 2021 roku. Drugi pojawił się 4 stycznia 2023 roku, a trzeci – 21 lutego 2024 roku.

## Fabuła
Grupa elitarnych żołnierzy-klonów, Clone Force 99, znana również jako Parszywa zgraja, próbuje odnaleźć się w galaktyce po wojnach klonów.

## Obsada
- Dee Bradley Baker jako wszyscy żołnierze-klony w serii[2]
- Ming-Na Wen jako Fennec Shand, elitarna najemnik i snajper[3]
- Stephen Stanton jako gubernator Tarkin, wysoki rangą oficer[4]
- Andrew Kishino jako Saw Gerrera, bojownik o wolność, związany z Sojuszem Rebeliantów[5]

### Polski dubbing
- Karolina Bacia jako Omega
- Adam Bauman jako Hunter
- Waldemar Barwiński jako Tech
- Jakub Wieczorek jako Wrecker
- Marek Barbasiewicz jako Tarkin
- Wojciech Paszkowski jako Crosshair
- Jacek Król jako Echo
- Bartłomiej Magdziarz jako Saw Garrera
- Krzysztof Szczepaniak jako Azi-3, Droidy bojowe
- Sławomir Pacek jako Lama
- Szymon Kuśmider jako Narrator
- Ignacy Liss jako Caleb Dume
- Grzegorz Wons jako Palpatine
- Julia Łukowiak jako Nala
- Justyna Kowalska jako Depa Billaba
- Piotr Grabowski jako kapitan Grey[6]

## Produkcja

### Rozwój projektu
We wrześniu 2016 Dave Filoni zrezygnował z pracy nad Star Wars: Rebelianci, aby skupić się na tworzeniu przyszłych seriali animowanych dla Lucasfilm. W lipcu 2018 Filoni ogłosił, że ostatni sezon Wojen klonów zostanie wydany w serwisie streamingowym Disney+ w 2020 roku. Obejmuje on cztery odcinki, w których wprowadzono elitarny oddział żołnierzy-klonów, znany jako Bad Batch.
Serial został oficjalnie zamówiony przez Disney w 2020 roku, jako spin-off i zarazem kontynuacja Wojen klonów. Poinformowano też, że twórcą będzie Dave Filoni, a producentami wykonawczymi obok niego będzie Atena Portillo, Carrie Beck oraz Josh Rimes. Scenariusz powierzono Jennifer Corbett, a reżyserem nadzorującym został Brad Rau. Filoni opisał serial jako „bardzo podobny do Wojen klonów” i powiedział, że pozostanie wierny wizji Lucasa, tworząc kolejną epicką opowieść. Zapowiedziano, że premiera odbędzie się w 2021 roku.

### Casting
Pierwszy zwiastun serii, wydany w grudniu 2020 roku, potwierdził, że Dee Bradley Baker powróci jako głos wszystkich żołnierzy klonów w serii, podobnie jak w Wojnach klonów. Wtedy też potwierdzono pojawienie się młodszej wersji postaci Fennec Shand z serialu The Mandalorian. Dodatkowo ogłoszono, że Stephen Stanton i Andrew Kishino ponownie wcielą się w swoje role, odpowiednio, gubernatora Tarkina i Sawa Gerrerę.

### Muzyka
W styczniu 2021 ujawniono, że za muzykę do serialu odpowiadać będzie Kevin Kiner.

## Marketing
Podczas Disney’s Investor Day 2020, prezes Lucasfilm, Kathleen Kennedy, ujawniła pierwszy zwiastun serialu. 29 marca 2021 udostępniono drugi zwiastun, a 15 kwietnia oficjalny plakat.

## Wydanie
Premiera serialu odbyła się 4 maja 2021 na platformie Disney+. Z okazji przypadającego wtedy Dnia Gwiezdnych wojen, wyemitowany został specjalny, 70-minutowy odcinek. Drugi odcinek został wydany 7 maja 2021, a kolejne ukazywały się co tydzień.
5 sierpnia 2021 potwierdzono, że powstanie drugi sezon serialu. Jego premiera miała miejsce 4 stycznia 2023 roku. 21 lutego 2024 zadebiutował trzeci sezon.

## Odbiór
Serial otrzymał dobre opinie krytyków. Według serwisu Rotten Tomatoes 88% z 14 recenzji uznano za pozytywne, a średnia ocen wyniosła 7,2/10. Na portalu Metacritic, średnia ważona ocen z 7 recenzji wyniosła 67 punktów na 100.
Jesse Schdeen z IGN przyznał pierwszemu odcinkowi ocenę 8/10, stwierdzając, że serial jest „tak godnym następcą Wojen klonów, że można spokojnie zamienić go na ósmy sezon”. Dodał również, że serial „ma w sobie wiele rzeczy, które sprawiały, że Wojny klonów były tak wspaniałe (m.in. styl animacji i wokalne talenty Bakera), ale też nie niektóre jego wady”. Joel Keller z Decider dał programowi pozytywną recenzję i stwierdził, że „serial powinien zadowolić fanów Wojen klonów”. Julian Lytle z idobi.com dał serialowi 8 na 10 gwiazdek i stwierdził: „ The Bad Batch  rozpoczyna nową podróż z nowymi postaciami w fajnej scenerii. Nie mogę się doczekać, aby zobaczyć, co będzie dalej”. Vincent Schilling z Indian Country Today dał programowi 8,5 na 10 gwiazdek i stwierdził: „Nie jestem superfanem serialów animowanych z serii Gwiezdne wojny, ale tego jestem pod wrażeniem”. Niv M. Sultan ze Slant Magazin  wystawił serii ocenę 1,5 na 4 gwiazdki i stwierdził: „Próba indywidualizacji bohaterów serialu w dużej mierze sprowadza ich do działań przewidywalnych”.
Radosław Krajewski z portalu gram.pl ocenił serial na 8/10 i stwierdził, że „Lucasfilm stworzył animację, która jest pozycją obowiązkową i stanowi ważną część kanonu”. Daniel Łojtko z serwisu rytmy.pl napisał: „Pierwszy sezon miał swoje gorsze i lepsze momenty, ale koniec końców był dobry. Momentami wywoływał niepokój, zaskakiwał i po prostu cieszył, kiedy na ekranie pojawiały się dobrze znane postacie”. Piotr Kamiński z portalu ppe.pl wystawił ocenę 7,5/10, mówiąc: „Gwiezdne Wojny: Parszywa Zgraja nie są produkcją, której potrzebowaliśmy, ale ostatecznie i tak wyszło z tego kilka godzin dobrej rozrywki na solidnym poziomie”. Adam Siennica z NaEkranie.pl oceniając finałowy odcinek pierwszego sezonu wystawił 3 punkty na 10 i powiedział, że „finał Parszywej zgrai rozczarowuje, bo daje nam najgorszy odcinek sezonu. Wszystko jest bezpieczne i poprawne, bez dobrego rozrywkowego charakteru i fabularnego znaczenia”